# Neuro-simbolička veštačka inteligencija
Neuro-simbolička veštačka inteligencija je tip veštačke inteligencije koja integriše neuronske i simboličke VI arhitekture za rešavanje slabosti svake od njih, obezbeđujući robustnu veštačku inteligenciju sposobnu za rasuđivanje, učenje i kognitivno modeliranje. Kao što tvrde Lesli Valijant i drugi, efikasna konstrukcija bogatih računarskih kognitivnih modela zahteva kombinaciju simboličkog zaključivanja i efikasnog mašinskog učenja. Geri Markus je tvrdio: „Ne možemo da konstruišemo bogate kognitivne modele na adekvatan, automatizovan način bez trijumvirata hibridne arhitekture, bogatog prethodnog znanja i sofisticiranih tehnika za rasuđivanje.“ Dalje, „da bi izgradili robustan pristup zasnovan na znanju za veštačku inteligenciju moramo imati mašineriju za manipulaciju simbolima u našem kompletu alata. Previše korisnog znanja je apstraktno da bi se nastavilo bez alata koji predstavljaju i manipulišu apstrakcijom, a do danas, jedina poznata mašinerija koja može pouzdano da manipuliše takvim apstraktnim znanjem je aparat simboličkih manipulacija.“
Henri Kauc, Frančeska Rosi, i Bart Selman takođe su se zalagali za sintezu. Njihovi argumenti pokušavaju da se pozabave dvema vrstama razmišljanja, o čemu se govori u knjizi Daniela Kahnemana Razmišljanje brzo i sporo. On opisuje spoznaju tako da obuhvata dve komponente: Sistem 1 je brz, refleksivan, intuitivan i nesvesan. Sistem 2 je sporiji, korak po korak i eksplicitan. Sistem 1 se koristi za prepoznavanje obrazaca. Sistem 2 upravlja planiranjem, dedukcijom i deliberativnim razmišljanjem. U ovom pogledu, duboko učenje najbolje upravlja prvom vrstom spoznaje, dok simboličko rezonovanje najbolje upravlja drugom vrstom. Oba su potrebna za robusnu, pouzdanu veštačku inteligenciju koja može da uči, rasuđuje i komunicira sa ljudima kako bi prihvatila savete i odgovorila na pitanja. Na takvim modelima dualnog procesa sa eksplicitnim referencama na dva suprotna sistema radilo je više istraživača od 1990-ih, kako u VI tako i u kognitivnoj nauci.

## Literatura
- Bader, Sebastian; Hitzler, Pascal (2005-11-10). „Dimensions of Neural-symbolic Integration – A Structured Survey”. arXiv:cs/0511042 .
- Garcez, Artur S. d'Avila; Broda, Krysia; Gabbay, Dov M.; Gabbay (2002). Neural-Symbolic Learning Systems: Foundations and Applications. Springer Science & Business Media. ISBN 978-1-85233-512-0.
- Garcez, Artur; Besold, Tarek; De Raedt, Luc; Földiák, Peter; Hitzler, Pascal; Icard, Thomas; Kühnberger, Kai-Uwe; Lamb, Luís; Miikkulainen, Risto; Silver, Daniel (2015). Neural-Symbolic Learning and Reasoning: Contributions and Challenges. AAAI Spring Symposium - Knowledge Representation and Reasoning: Integrating Symbolic and Neural Approaches. Stanford, CA. doi:10.13140/2.1.1779.4243.
- Garcez, Artur d'Avila; Gori, Marco; Lamb, Luis C.; Serafini, Luciano; Spranger, Michael; Tran, Son N. (2019). „Neural-Symbolic Computing: An Effective Methodology for Principled Integration of Machine Learning and Reasoning”. arXiv:1905.06088  [cs.AI].
- Garcez, Artur d'Avila; Lamb, Luis C. (2020). „Neurosymbolic AI: The 3rd Wave”. arXiv:2012.05876  [cs.AI].
- Hitzler, Pascal; Sarker, Md Kamruzzaman (2022). Neuro-Symbolic Artificial Intelligence: The State of the Art. IOS Press. ISBN 978-1-64368-244-0.
- Hitzler, Pascal; Sarker, Md Kamruzzaman; Eberhart, Aaron (2023). Compendium of Neurosymbolic Artificial Intelligence. IOS Press. ISBN 978-1-64368-406-2.
- Hochreiter, Sepp. "Toward a Broad AI." Commun. ACM 65  (4):  56–57 (2022). Toward a broad AI
- Honavar, Vasant (1995). Symbolic Artificial Intelligence and Numeric Artificial Neural Networks: Towards a Resolution of the Dichotomy. The Springer International Series In Engineering and Computer Science. Springer US. стр. 351—388. doi:10.1007/978-0-585-29599-2_11.
- Kautz, Henry (2020-02-11). The Third AI Summer, Henry Kautz, AAAI 2020 Robert S. Engelmore Memorial Award Lecture. Приступљено 2022-07-06.
- Kautz, Henry (2022). „The Third AI Summer: AAAI Robert S. Engelmore Memorial Lecture”. AI Magazine. 43 (1): 93—104. ISSN 2371-9621. S2CID 248213051. doi:10.1609/aimag.v43i1.19122 . Приступљено 2022-07-12.
- Mao, Jiayuan; Gan, Chuang; Kohli, Pushmeet; Tenenbaum, Joshua B.; Wu, Jiajun (2019). „The Neuro-Symbolic Concept Learner: Interpreting Scenes, Words, and Sentences From Natural Supervision”. arXiv:1904.12584  [cs.CV].
- Marcus, Gary; Davis, Ernest (2019). Rebooting AI: Building Artificial Intelligence We Can Trust. Vintage.
- Marcus, Gary (2020). „The Next Decade in AI: Four Steps Towards Robust Artificial Intelligence”. arXiv:2002.06177  [cs.AI].
- Rossi, Francesca (2022-07-06). „AAAI2022: Thinking Fast and Slow in AI (AAAI 2022 Invited Talk)”. Приступљено 2022-07-06.
- Selman, Bart (2022-07-06). „AAAI2022: Presidential Address: The State of AI”. Приступљено 2022-07-06.
- Serafini, Luciano; Garcez, Artur d'Avila (2016-07-07). „Logic Tensor Networks: Deep Learning and Logical Reasoning from Data and Knowledge”. arXiv:1606.04422  [cs.AI].
- Sun, Ron (1995). „Robust reasoning: Integrating rule-based and similarity-based reasoning”. Artificial Intelligence. 75 (2): 241—296. doi:10.1016/0004-3702(94)00028-Y.
- Sun, Ron; Bookman, Lawrence (1994). Computational Architectures Integrating Neural and Symbolic Processes. Kluwer.
- Sun, Ron; Alexandre, Frederic (1997). Connectionist Symbolic Integration.. Lawrence Erlbaum Associates.
- Sun, R (2001). „Hybrid systems and connectionist implementationalism”. Encyclopedia of Cognitive Science (MacMillan Publishing Company, 2001).
- Valiant, Leslie G (2008). „Knowledge Infusion: In Pursuit of Robustness in Artificial Intelligence”. IARCS Annual Conference on Foundations of Software Technology and Theoretical Computer Science. doi:10.4230/LIPIcs.FSTTCS.2008.1770 .

## Spoljašnje veze
- Artificial Intelligence: Workshop series on Neural-Symbolic Learning and Reasoning